# Silvio Spann
Silvio Spann (Couva, 21 augustus 1981) is een voormalig voetballer afkomstig uit Trinidad en Tobago.

## Trinidad en Tobago voetbalelftal
Silvio Spann debuteerde in 2002 in het nationaal elftal van Trinidad en Tobage en speelde 41 interlands, waarin hij 2 keer scoorde.